# Ponti di Londra

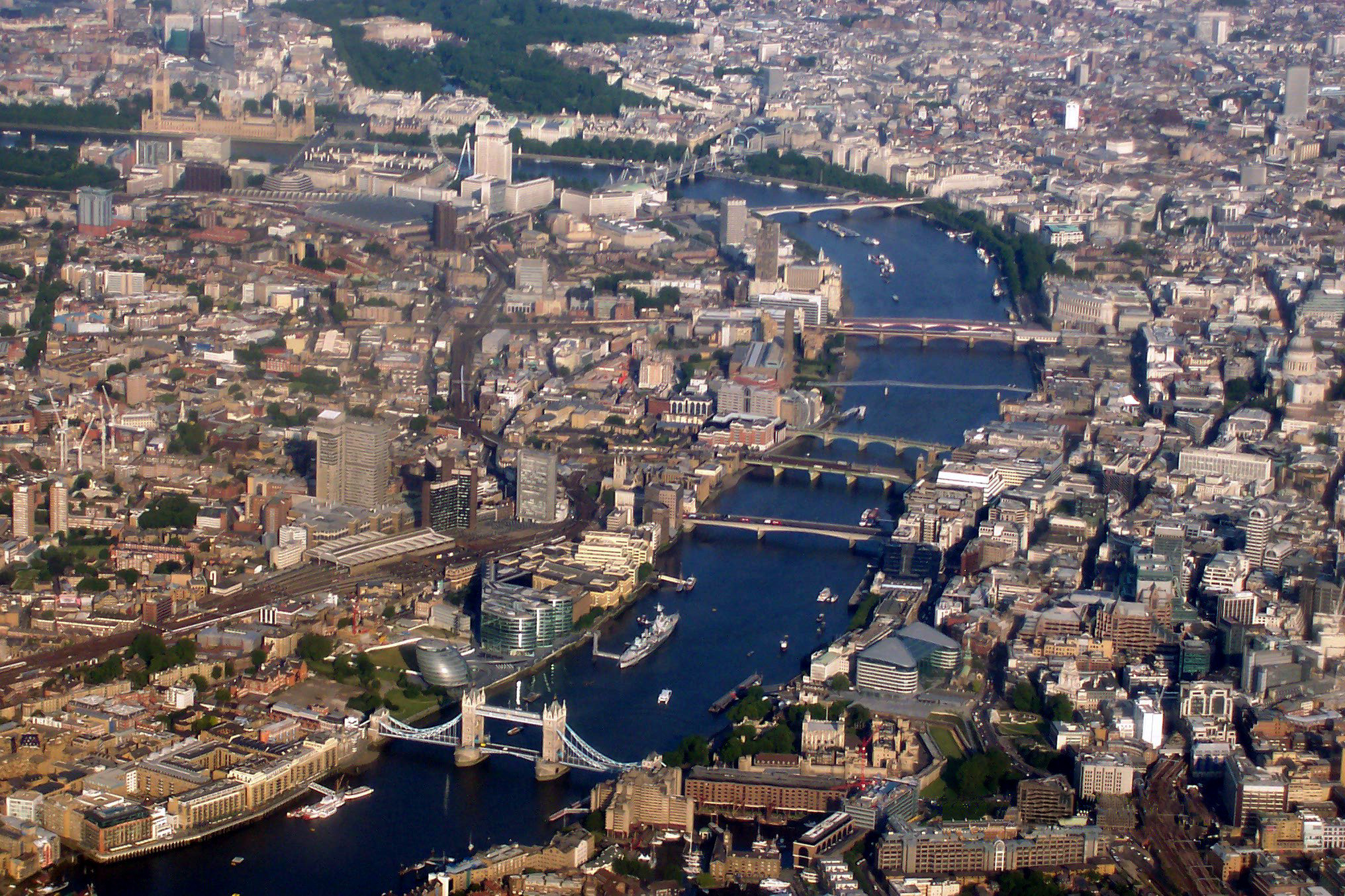
Dal basso all'alto sono visibili tutti i ponti compresi fra il Tower Bridge e il Westminster Bridge

Questo articolo elenca i ponti di Londra che attraversano il Tamigi nella Inner London, comprendente la City e 12 boroughs.

## Storia
Il primo ponte sul Tamigi nell'area attuale di Londra fu costruito dai Romani nel 55 a.C. per scopi militari. Nelle sue vicinanze i Britanni costruirono un insediamento che divenne in seguito la città di Londinium. Dopo che i romani lasciarono l'Inghilterra (nel V secolo) il ponte, costruito in legno, andò progressivamente in disuso.
Il primo ponte in muratura fu l'Old London Bridge, costruito tra il 1176 e il 1206. Su di esso vennero costruite case e negozi, che solo nel 1762 vennero fatte rimuovere per il pericolo di incendi.  Per oltre cinque secoli rimase l'unico ponte ad attraversare il Tamigi a Londra, fino alla costruzione nel 1729 del Putney Bridge. Nel 1831 l'Old London Bridge fu sostituito da un nuovo ponte in pietra e granito.

## Ponti sul Tamigi a Londra
Attualmente 21 ponti attraversano il Tamigi nella Inner London, 14 automobilistici, 6 ferroviari e uno pedonale.. Nel 2002 sono state costruite ai due lati dell'Hungerford Bridge due passerelle pedonali, poggianti sugli stessi basamenti del ponte, chiamate Golden Jubilee Bridges, per cui i ponti pedonali sono tre, ma solo uno, il Millennium Bridge, ha una struttura indipendente.
La tabella che segue riporta i ponti nell'ordine da valle verso monte (da est verso ovest).
| Immagine | Nome                                       | Inaugurazione          | Sponda nord                                | Sponda sud                                 |
| -------- | ------------------------------------------ | ---------------------- | ------------------------------------------ | ------------------------------------------ |
|          | Queen Elizabeth II Bridge                  | 1991                   | Essex: Thurrock                            | Kent: Dartford                             |
|          | Tower Bridge                               | 1894                   | Tower Hamlets                              | Southwark                                  |
|          | London Bridge                              | 55 a.C. 1206 1831 1973 | Città di Londra: Monument                  | Southwark                                  |
|          | Cannon Street Railway Bridge               | 1866                   | Città di Londra: Cannon Street             | Southwark                                  |
|          | Southwark Bridge                           | 1921                   | Città di Londra: Queen Street              | Southwark: Bankside                        |
|          | Millennium Bridge                          | 2002                   | Città di Londra: Queenhithe                | Southwark: Bankside                        |
|          | Blackfriars Railway Bridge                 | 1886                   | Città di Londra: Blackfriars               | Southwark                                  |
|          | Ponte dei Frati Neri                       | 1869                   | City of London: Blackfriars                | Southwark                                  |
|          | Waterloo Bridge                            | 1945                   | Westminster                                | Lambeth: South Bank                        |
|          | Hungerford Bridge e Golden Jubilee Bridges | 1864 2002              | Westminster                                | Lambeth: South Bank                        |
|          | Ponte di Westminster                       | 1750 1862              | Westminster                                | Lambeth: South Bank                        |
|          | Lambeth Bridge                             | 1932                   | Westminster                                | Lambeth                                    |
|          | Vauxhall Bridge                            | 1906                   | Westminster: Pimlico                       | Lambeth: Vauxhall                          |
|          | Grosvenor Bridge                           | 1859                   | Westminster                                | Wandsworth                                 |
|          | Chelsea Bridge                             | 1937                   | Kensington e Chelsea: Chelsea              | Wandsworth: Battersea                      |
|          | Albert Bridge                              | 1873                   | Kensington e Chelsea: Chelsea              | Wandsworth: Battersea                      |
|          | Battersea Bridge                           | 1890                   | Kensington e Chelsea: Chelsea              | Wandsworth: Battersea                      |
|          | Battersea Railway Bridge                   | 1863                   | Hammersmith e Fulham: Imperial Wharf       | Wandsworth: Clapham Junction               |
|          | Wandsworth Bridge                          | 1938                   | Hammersmith e Fulham: Fulham               | Wandsworth: Wandsworth                     |
|          | Fulham Railway Bridge                      | 1889                   | Hammersmith e Fulham: Putney Bridge        | Wandsworth: East Putney                    |
|          | Putney Bridge                              | 1886                   | Hammersmith e Fulham: Fulham               | Wandsworth: Putney                         |
|          | Hammersmith Bridge                         | 1887                   | Hammersmith e Fulham: Hammersmith          | Richmond upon Thames: Castelnau            |
|          | Barnes Railway Bridge                      | 1849                   | Hounslow: Chiswick                         | Richmond upon Thames: Barnes               |
|          | Ponte di Chiswick                          | 1933                   | Hounslow: Chiswick                         | Richmond upon Thames: Mortlake             |
|          | Kew Railway Bridge                         | 1869                   | Hounslow: Gunnersbury                      | Richmond upon Thames: Kew Gardens          |
|          | Kew Bridge                                 | 1903                   | Hounslow: Brentford                        | Richmond upon Thames: Kew                  |
|          | Richmond Lock and Footbridge               | 1894                   | Richmond upon Thames: St Margarets         | Richmond upon Thames: Richmond             |
|          | Twickenham Bridge                          | 1933                   | Richmond upon Thames: St Margarets         | Richmond upon Thames: Richmond             |
|          | Richmond Railway Bridge                    | 1848                   | Richmond upon Thames: St Margarets         | Richmond upon Thames: Richmond             |
|          | Ponte di Richmond                          | 1777                   | Richmond upon Thames: St Margarets         | Richmond upon Thames: Richmond             |
|          | Teddington Lock Footbridges                | 1889                   | Richmond upon Thames: Teddington           | Richmond upon Thames: Ham                  |
|          | Kingston Railway Bridge                    | 1863                   | Richmond upon Thames: Hampton Wick         | Kingston upon Thames: Kingston             |
|          | Kingston Bridge                            | 1828                   | Richmond upon Thames: Hampton Wick         | Kingston upon Thames: Kingston upon Thames |
|          | Hampton Court Bridge                       | 1933                   | Richmond upon Thames: Hampton Court Palace | Surrey: East Molesey                       |